# Муравьёв, Андрей Николаевич
Андре́й Никола́евич Муравьёв (30 апреля (12 мая) 1806, Москва, Российская империя — 18 (30) августа 1874, Киев, Российская империя) — православный духовный писатель и историк церкви, паломник и путешественник; драматург, поэт.

## Биография
Родился в семье Николая Николаевича Муравьёва и Александры Михайловны Мордвиновой (1768—1809). Его старшие братья — Михаил, Николай и Александр. Учился у Семёна Раича, в юности переводил «Энеиду» и фенелонова «Телемака».
В службе с 5 (17) сентября 1823 года. После военной службы, сдав в апреле 1828 года экзамены при Московском университете, в августе того же года был определён в ведомство Коллегии иностранных дел. Во время Русско-турецкой войны 1828—1829 годов в Шумле познакомился с А. С. Хомяковым.
В 1833 году был определён обер-секретарём в Святейшем синоде при обер-прокуроре С. Д. Нечаеве; летом 1836 года сыграл важную роль в смене его на графа Н. А. Протасова. С 1836 года — камергер российского императорского двора и почётный член Императорской академии наук.
С 1842 года — член общего присутствия в Азиатском департаменте МИДа. В начале 1850-х переехал в Москву, поселившись во флигеле Останскинского дворца у Дмитрия Николаевича Шереметева. В 1854 году получил знак отличия за XXV лет беспорочной службы; с 17 (29) апреля 1855 года — действительный статский советник.
Его хлопотами келия афонского Ватопедского монастыря близ Кареи (первоначально была местом жительства на покое патриарха Константинопольского Афанасия Пателлария) в 1849 году была преобразована в русский самоуправляющийся Андреевский скит; в 1867 году там был заложен собор во имя Андрея Первозванного (освящён в 1900 году).

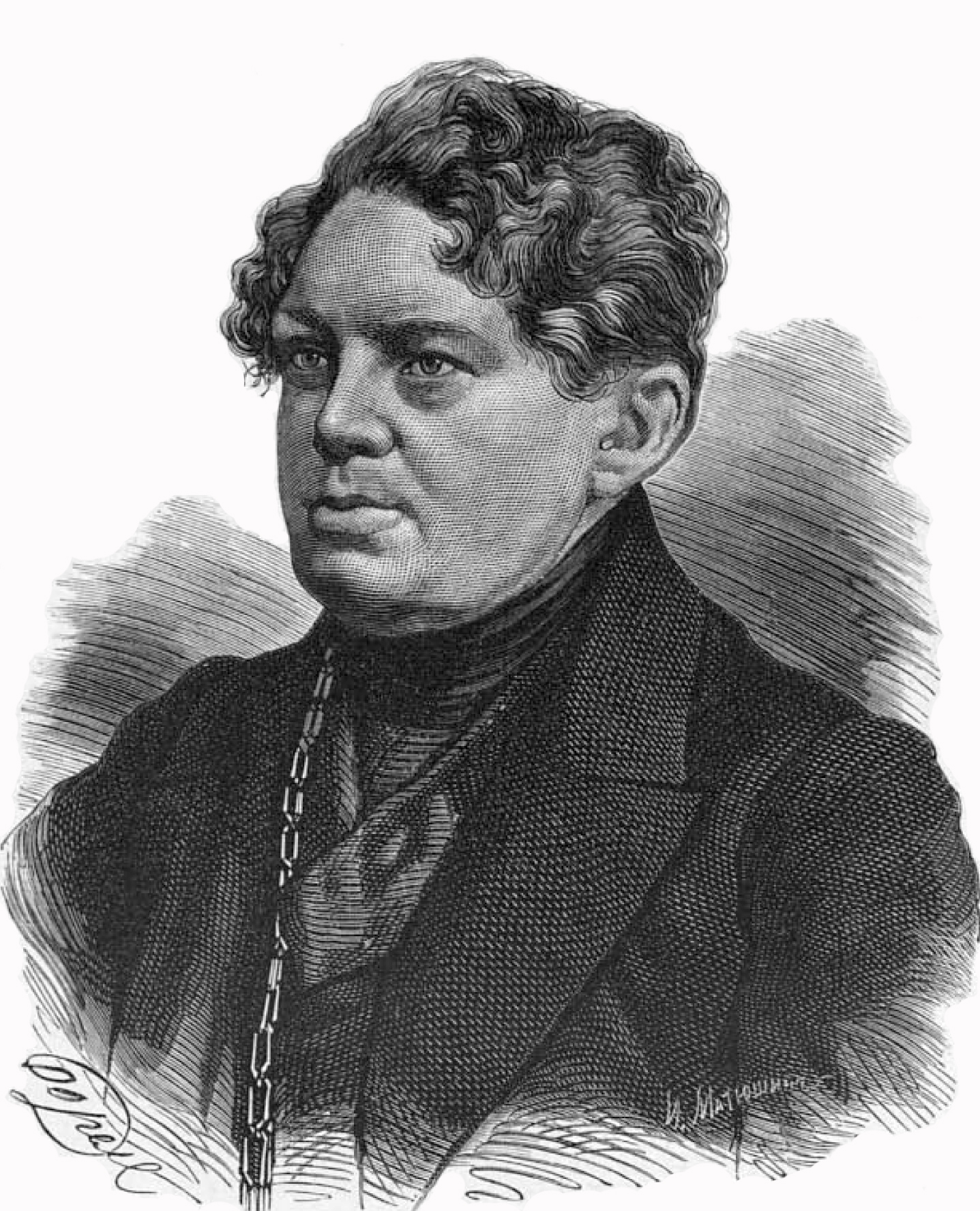
Муравьёв на гравюре для некролога

Посетив в 1850 году пришедший в полное запустение бывший монастырь Новый Сион в Мирах (селение Демре округа Каш в Анатолийской Турции), где до 1087 года покоились мощи святителя Николая Чудотворца, инициировал работы по его восстановлению и возможному устройству там русского монастыря; впоследствии активное участие в проекте принимали граф Николай Игнатьев и Василий Хитрово.
Его сочинения стали первыми на русском языке книгами духовного содержания, получившими распространение в среде высшего общества. Исследовал и ввёл в научный оборот судебное дело Патриарха Никона.
Выйдя в отставку в 1866 году, поселился в Киеве, близ Андреевской церкви. В 1869 году вернулся на государственную службу в качестве директора Санкт-Петербургского попечительного о тюрьмах комитета. Умер в Киеве, погребён в крипте Андреевской церкви.
Считался другом митрополита Московского Филарета (Дроздова), имел репутацию знатока и блюстителя богослужебного устава (с чем связан некогда известный анекдот о нём).
```

```

Целую жизнь инспектируя священнодействия, он умер в этих же самых занятиях. Накануне смерти он пожелал особороваться. Таинство это, во главе других лиц, совершал Филарет (Филаретов), бывший викарий уманский, а после епархиальный архиерей рижский. Больной во время соборования был уже так слаб, что не подавал голоса. Но когда служба была окончена и архиерей стал разоблачаться, умирающий, ко всеобщему удивлению, совсем неожиданно произнес:

– Благодарю: таинство совершено по чину.

Таковы были его последние слова на земле.

## Творчество
Как и многие дети дворян, Муравьев получал образование на дому. Одним из его наставников был известный педагог С. Е. Раич, с юности воспитывавший в ученике любовь к русской словесности. Наравне с Муравьевым «кружок Раича» посещали такие литераторы, как М. А. Дмитриев, А. С. Норов, князь B. Ф. Одоевский, А. И. Писарев, М. П. Погодин и Ф. И. Тютчев.
В 1825 году посетил Крым. Это событие стало поворотным в жизни молодого писателя. На полуострове он познакомился и якобы сблизился с А. С. Грибоедовым, которого позже признал своим учителем. Здесь же вынашивал замыслы поэмы «Потоп» и цикла драматических произведений о русской истории — пьес «Михаил Тверской», «Георгий Московский» и «Падение Перуна». Наконец, именно под влиянием поездки в Крым поэт напечатал свой первый сборник стихотворений — «Таврида» (1827 г.)
В 1829—1830 годы как паломник посетил Египет (в частности, Александрию и Каир), Иерусалим, Кипр, Смирну, Константинополь. Изданное в 1832 году его «Путешествие ко Святым местам в 1830 году» (рукопись просматривали В. А. Жуковский и митрополит Филарет (Дроздов)) принесло ему популярность в обществе.
Именно благодаря этой книге к литератору пришла настоящая слава (его поездка была воспринята в обществе как намек на священную миссию России в странах Востока). Этой книгой Муравьев также засвидетельствовал и обновление своих творческих ориентиров, став зачинателем «церковной беллетристики» — обогатившей поэтику духовной литературы и сделавшей её доступной простому читателю.

## Труды

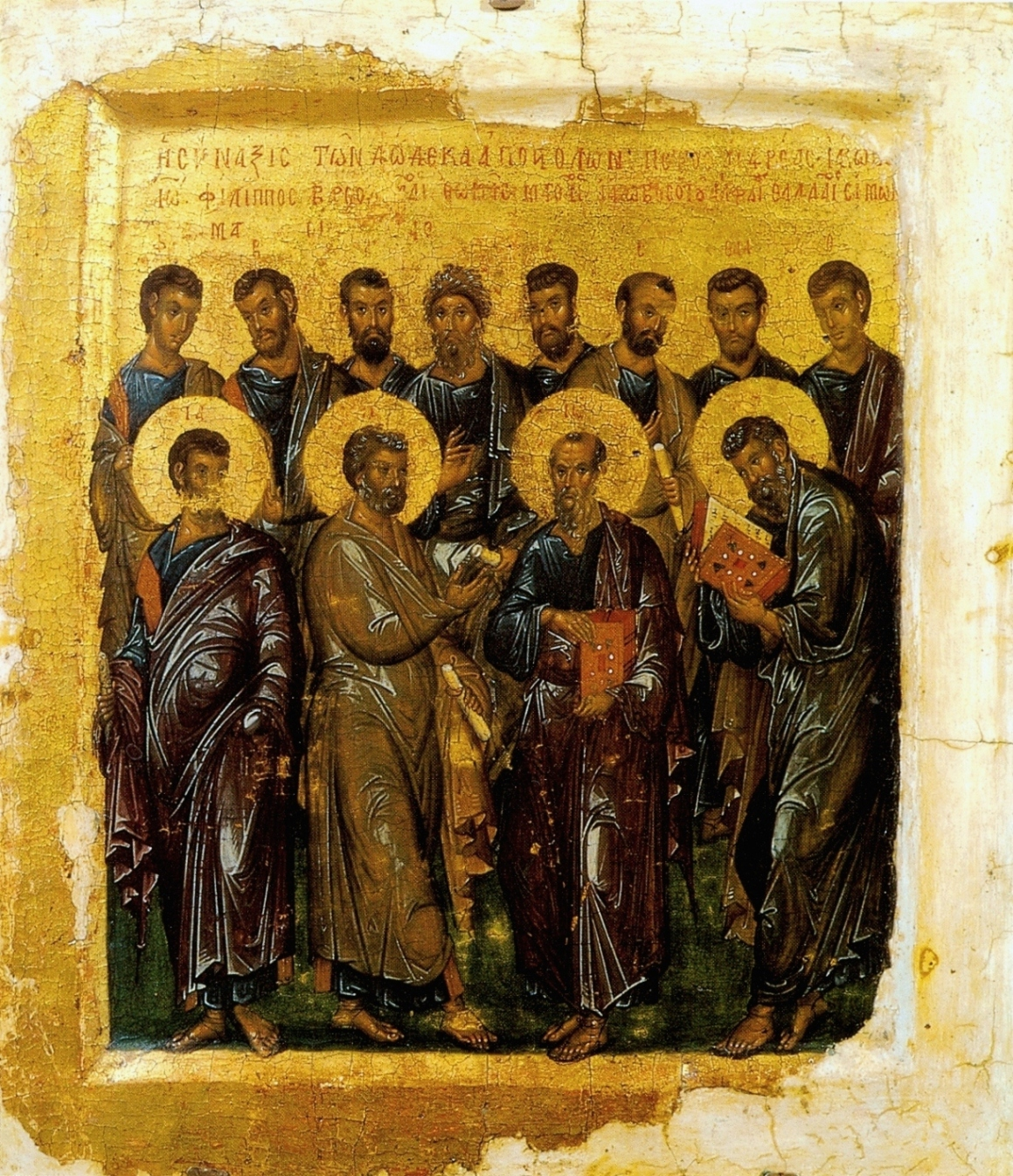
Собор Двенадцати Апостолов (византийская икона, начало XIV века). Привезена Муравьевым с Афона. В настоящий момент — одна из жемчужин византийского собрания ГМИИ

- «Таврида» (М.: 1827; поэтический сборник; 2-е изд. СПб.: Наука, 2007. — 544 с.)
- Путешествие по святым местам русским: Троицкая лавра, Ростов, Новый Иерусалим, Валаам. - Санкт-Петербург : тип. III Отд. Собств. е. и. в. канцелярии, 1836. - VI, 155 с.
- «Письма о богослужении Восточной кафолической церкви» (недоступная ссылка) (М.: 1836; 11 изданий, переведены на все почти европейские языки)
- Воспоминания о посещении святыни московской государем наследником. - Санкт-Петербург : тип. III Отд. Соб. е. и. в. канцелярии, 1838. - 115 с
- «История российской церкви» (1838)[9]
- Убиение царевича Димитрия (СПб, 1840)
- Первые четыре века христианства (СПб, 1840)
- Священная история (СПб, 1842)
- Киев (в 1843 году) (Киев, 1846)
- Мысли о православии при посещении святыни русской. - Санкт-Петербург : тип. III Отд-ния Собств. е. и. в. канцелярии, 1850. - XVI, 407 с.; 24.
- Новый русский скит Св. Апостола Андрея Первозванного на Афоне (СПб, 1852)
- Воспоминание священного коронования (М., 1856)
- Сношения России с Востоком по делам церковным (СПб, 1858)
- Описание монастырей и скитов, находящихся на святой горе Афонской (СПб, 1859)
- Сношения России с Востоком по делам церковным. Часть 2-я (СПб, 1860)
- «Путешествие по святым местам русским» (1836, переизд. 1990)
- «Жития святых Российской Церкви, также иверских и славянских» (1859)
- «Первые IV века христианства» (СПб.: 1840)
- «Правда вселенской церкви о Римской и прочих патриарших кафедрах» (СПб.: 1841 и 1849)
- «Письма с Востока в 1849—50 годах» (СПб.: 1851)
- «Слово кафолического православия Римскому католичеству» (М.: 1852 и 1853)
- «Раскол, обличаемый своею историей» (СПб.: 1854)
- Знакомство с русскими поэтами (Киев, 1871)
- «Question religieuse d’Orient et d’Occident» (три серии, М.: 1856, СПб.: 1858—1859)
- трагедия «Битва при Тивериаде, или Падение крестоносцев в Палестине» (1832)
- Письмо Андрея Николаевича Муравьева графине Антонине Дмитриевне Блудовой (СПб, 1913)
- Мои воспоминания (СПб, 1913)
- Акафист Андрею Первозванному

### «Русская Фиваида на Севере»
В 1855 году А. Н. Муравьёв, совершив паломничество по вологодским и белозерским святым местам, опубликовал книгу размышлений под названием «Русская Фиваида на Севере» (СПб, 1855).

Здесь, в тихом уединении, где неожиданно нашёл я себе летний приют, под гостеприимным кровом радушного владельца, здесь предпринимаю описание родной нашей Фиваиды, которую только что посетил в пределах Вологодских и Белозерских. Едва ли кому она известна из людей светских, а многие однако же слышали о Фиваиде Египетской и читали в патериках Греческих о подвигах великих Отцев, просиявших в суровых пустынях Скитской и Палестинской. Но кто знает этот наш чудный мир иноческий, нимало не уступающий Восточному, который внезапно у нас самих развился, в исходе XIV столетия и в продолжение двух последующих веков одушевил непроходимые дебри и лесистые болота родного Севера?

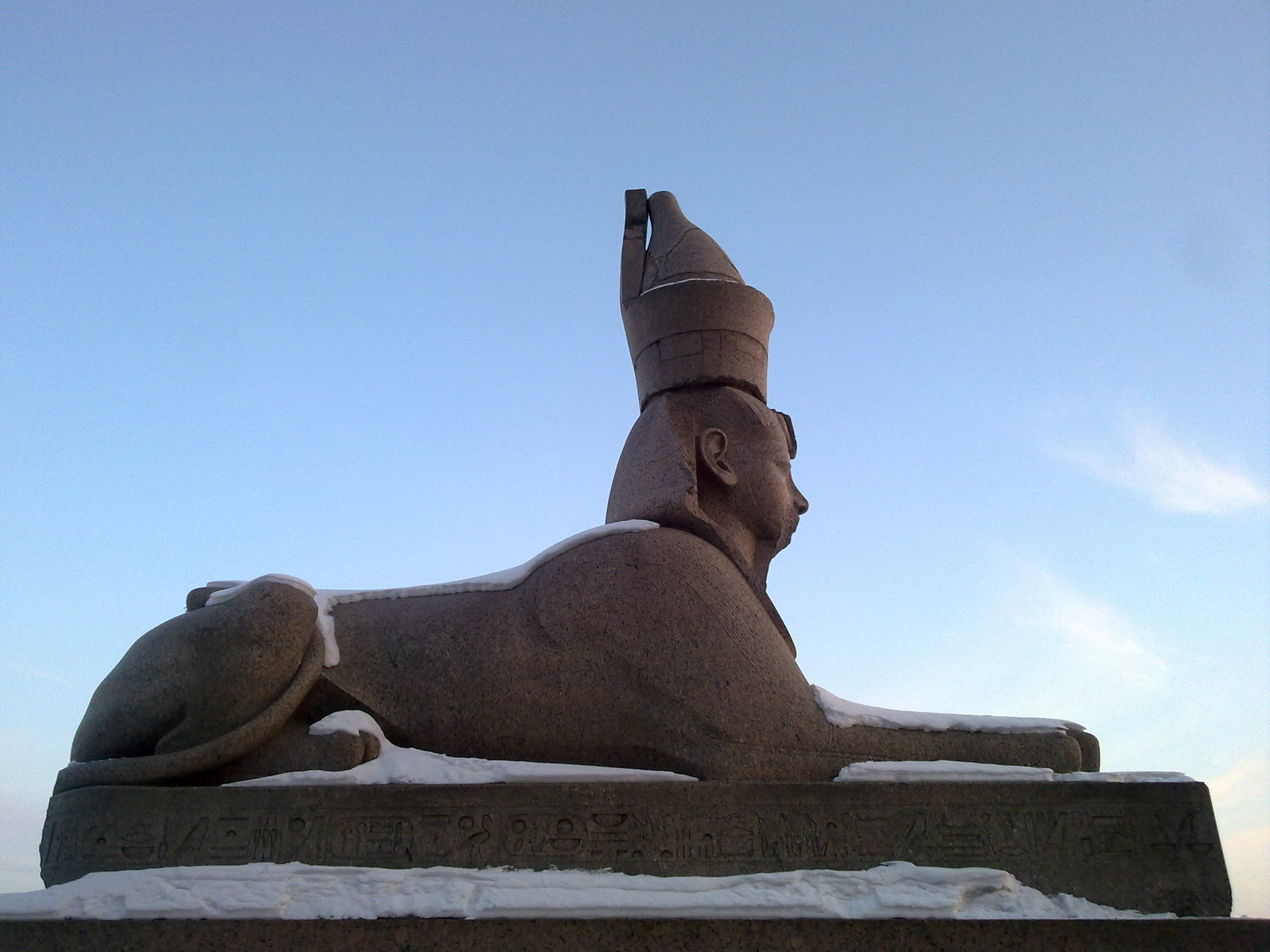
Благодаря А. Н. Муравьёву на берегу Невы появились древнеегипетские сфинксы

После появления книги термин «Северная Фиваида» стал поэтическим названием северных русских земель, окружающих Вологду и Белозерск (как сравнение с древнеегипетской областью Фиваидой, известным местом поселения раннехристианских монахов-отшельников).

## Память
Андрею Муравьеву посвящена одна из витрин Музея одной улицы. Благодаря его усилиям с Андреевского спуска были выселены публичные дома. Помимо этого А. Муравьев занимался укреплением горы и обновлением Андреевской церкви; при нём Спуск приобрел тот облик, который сохранился и поныне. В музее представлены многочисленные труды писателя, а также его портреты и фотографии.
- Эпиграмма А. С. Пушкина (… «бельведерский Митрофан»)
- «Убог умом, но не убог задором…» (Е. А. Боратынский)